# EFAF Cup 2005
Der EFAF Cup 2005 war die vierte Spielzeit des EFAF Cups. Es wurde eine Qualifikationsrunde mit vier Vorrundengruppen gespielt, wobei sich jeweils der Gruppenerste für das Halbfinale qualifizierte.
Sowohl Deutschland, mit den Schwäbisch Hall Unicorns und den Marburg Mercenaries und Österreich, mit den Hohenems Blue Devils und den Danube Dragons, als auch die Schweiz, mit den Winterthur Warriors und den Zürich Renegades stellten jeweils zwei Teams in diesem Wettbewerb.
Gestartet wurde der EFAF Cup am 9. April mit dem Auswärtssieg der Schwäbisch Hall Unicorns bei den Winterthur Warriors (20:42) und endete in Elancourt mit dem Sieg der Marburg Mercenaries gegen Elancourt Templiers (14:49) im Finalspiel am 26. Juni.

## Qualifikationsrunde

### Gruppe A
| Datum     | Kickoff | Heim               | Ergebnis | Gast               | Stadion                      |
| --------- | ------- | ------------------ | -------- | ------------------ | ---------------------------- |
| 23. April | 12:00   | Avedøre Monarchs   | 10:34    | Carlstad Crusaders | Hvidovre Stadion, Kopenhagen |
| 30. April | 15:00   | Carlstad Crusaders | 24:22    | Eidsvoll 1814s     | Tingvalla Stadion, Karlstad  |
| 7. Mai    | 12:00   | Eidsvoll 1814s     | 13:10    | Avedøre Monarchs   | Jorda Stadion, Oslo          |

|    | Verein             | Sp | TD    | Diff. | Punkte |
| -- | ------------------ | -- | ----- | ----- | ------ |
| 1. | Carlstad Crusaders | 2  | 58:32 | +26   | 4:0    |
| 2. | Eidsvoll 1814s     | 2  | 35:34 | 0+1   | 2:2    |
| 3. | Avedøre Monarchs   | 2  | 20:47 | −27   | 0:4    |

### Gruppe B
| Datum     | Kickoff | Heim                | Ergebnis | Gast                | Stadion                            |
| --------- | ------- | ------------------- | -------- | ------------------- | ---------------------------------- |
| 17. April | 13:00   | Farnham Knights     | 20:6     | Elancourt Templiers | Aldershot Park, Aldershot          |
| 15. Mai   | 13:00   | Elancourt Templiers | 32:6     | Farnham Knights     | Complexe Sportif Europe, Elancourt |

|    | Verein              | Sp | Punkte | TD    | Diff. |
| -- | ------------------- | -- | ------ | ----- | ----- |
| 1. | Elancourt Templiers | 2  | 2:2    | 38:26 | +12   |
| 2. | Farnham Knights     | 2  | 2:2    | 26:38 | −12   |

### Gruppe C
| Datum     | Kickoff | Heim                     | Ergebnis | Gast                     | Stadion                           |
| --------- | ------- | ------------------------ | -------- | ------------------------ | --------------------------------- |
| 9. April  | 17:00   | Winterthur Warriors      | 20:42    | Schwäbisch Hall Unicorns | Sportplatz Deutweg, Winterthur    |
| 16. April | 15:00   | Schwäbisch Hall Unicorns | 58:28    | Danube Dragons           | Hagenbachstadion, Schwäbisch Hall |
| 30. April | 16:00   | Danube Dragons           | 32:62    | Winterthur Warriors      | Happyland Stadion, Klosterneuburg |

|    | Verein                   | Sp | Punkte | TD     | Diff. |
| -- | ------------------------ | -- | ------ | ------ | ----- |
| 1. | Schwäbisch Hall Unicorns | 2  | 4:0    | 100:48 | +52   |
| 2. | Winterthur Warriors      | 2  | 2:2    | 82:74  | +8    |
| 3. | Danube Dragons           | 2  | 0:4    | 60:120 | −60   |

### Gruppe D
| Datum     | Kickoff | Heim                 | Ergebnis          | Gast                 | Stadion                        |
| --------- | ------- | -------------------- | ----------------- | -------------------- | ------------------------------ |
| 16. April | 15:00   | Marburg Mercenaries  | 42:27             | Hohenems Blue Devils | Georg-Gaßmann-Stadion, Marburg |
| 30. April | 18:00   | Zürich Renegades     | 3:21 Spielbericht | Marburg Mercenaries  | Sportplatz Deutweg, Winterthur |
| 15. Mai   | 15:00   | Hohenems Blue Devils | 40:6              | Zürich Renegades     | Herrenriedstadion, Hohenems    |

|    | Verein               | Sp | Punkte | TD    | Diff. |
| -- | -------------------- | -- | ------ | ----- | ----- |
| 1. | Marburg Mercenaries  | 2  | 4:0    | 63:30 | +33   |
| 2. | Hohenems Blue Devils | 2  | 2:2    | 67:48 | +19   |
| 3. | Zürich Renegades     | 2  | 0:4    | 9:61  | −52   |

## Play-offs
|  | Halbfinale  | Halbfinale               | Halbfinale |  |  | EFAF-Cup-Finale | EFAF-Cup-Finale     | EFAF-Cup-Finale |
|  |             |                          |            |  |  |                 |                     |                 |
|  |             |                          |            |  |  |                 |                     |                 |
|  | Frankreich  | Elancourt Templiers      | 22         |  |  |                 |                     |                 |
|  | Schweden    | Carlstad Crusaders       | 6          |  |  |                 |                     |                 |
|  |             |                          |            |  |  | Frankreich      | Elancourt Templiers | 14              |
|  |             |                          |            |  |  | Deutschland     | Marburg Mercenaries | 49              |
|  | Deutschland | Schwäbisch Hall Unicorns | 36         |  |  |                 |                     |                 |
|  | Deutschland | Marburg Mercenaries      | 48         |  |  |                 |                     |                 |
|  |             |                          |            |  |  |                 |                     |                 |